# Spechbach (Francja)
Spechbach – gmina we Francji, w regionie Grand Est, w departamencie Górny Ren. W 2013 roku liczba ludności wynosiła 1332 mieszkańców. 
Gmina została utworzona 1 stycznia 2016 roku z połączenia dwóch ówczesnych gmin: Spechbach-le-Bas oraz Spechbach-le-Haut. Siedzibą gminy została miejscowość Spechbach-le-Haut.